# 兰州 (云南)
兰州，元朝时设置的州。在今云南省境内。
属丽江路，在兰沧水（今澜沧江）之东。东汉永平中始通博南山道，渡兰沧水，置博南县（今大理白族自治州永平县）。唐朝时，为卢鹿蛮部。至段氏大理国时，置兰溪郡，隶大理。元宪宗四年内附，隶茶罕章管民官。至元十二年（1275年），改兰州。明清时期属丽江路。